# 富代島

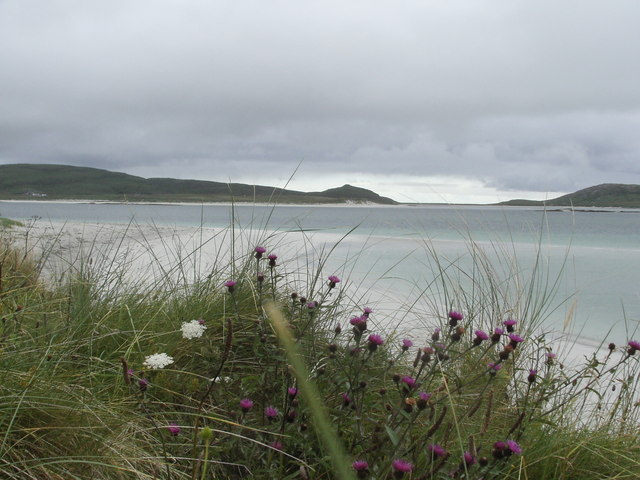

富代島是蘇格蘭的島嶼，位於巴拉島以南的大西洋海域，屬於外赫布里底群島的一部分，面積2.32平方公里，最高點海拔高度89米，島上無人居住。
57°03′N 7°23′W / 57.050°N 7.383°W